# Суверенные территории Испании
Суверенные территории (исп. Plazas de soberanía)  — испанские территории в континентальной Северной Африке на южном побережье Средиземного моря, на границе с Марокко.
Начиная с Реконкисты, испанская армия завоевала и долгое время удерживала большую территорию в Северной Африке для обороны от грабежей с этих мест. Многие из этих территорий позже были оставлены, некоторые и сейчас остаются под управлением Испании. На начало XX столетия испанские владения на африканском берегу Гибралтарского пролива назывались Presidios, прежние места ссылки для преступников из Испании, и причислялись не к колониям, а к коренным владениям (к метрополии) Испании.

## География
В настоящее время Испания владеет территорией с населением около 170 тыс. человек, которые проживают в основном в двух больших анклавах Сеута и Мелилья, а также островами Чафаринас, архипелагом Алусемас, полуостровом Пеньон-де-Велес-де-ла-Гомера, островом Перехиль и островом Альборан. Общая территория 31,63 км².
Остров Перехиль — небольшой необитаемый остров рядом с Сеутой, который стал причиной конфронтации Испании с Марокко в 2002 году и который в последнее время определяется как дополнительная суверенная территория. Примерно в 50 км к северу от марокканского побережья и в 90 км к югу от Испании находится остров Альборан; в административном отношении он является частью территории муниципалитета Альмерии в автономной области Андалусия.
| Территория                              | Регион               | Площадь, км² | Население, чел. (2016) | Статус                                | Координаты                     |
| --------------------------------------- | -------------------- | ------------ | ---------------------- | ------------------------------------- | ------------------------------ |
| Город Сеута                             |                      |              |                        |                                       |                                |
| Город Сеута                             | Полуанклав в Марокко | 18,5         | 84 519                 | Большая территория (Автономный город) | 35°53′19″ с. ш. 5°18′59″ з. д. |
| Остров Санта-Каталина                   | Средиземное море     | 0,02         | 0                      |                                       | 35°53′19″ с. ш. 5°18′59″ з. д. |
| Всего                                   |                      | 18,52        | 84 519                 |                                       |                                |
| Город Мелилья                           |                      |              |                        |                                       |                                |
| Город Мелилья                           | Полуанклав в Марокко | 12,3         | 86 026                 | Большая территория (Автономный город) | 35°18′ с. ш. 2°56′ з. д.       |
| Острова Алусемас                        |                      |              |                        |                                       |                                |
| Остров Пеньон-де-Алусемас               | Средиземное море     | 0,015        | 0                      | Малая территория                      | 35°12′48″ с. ш. 3°53′21″ з. д. |
| Остров Де-Тьерра                        | Средиземное море     | 0,017        | 0                      | Малая территория                      | 35°12′55″ с. ш. 3°54′08″ з. д. |
| Остров Де-Мар                           | Средиземное море     | 0,014        | 0                      | Малая территория                      | 35°13′03″ с. ш. 3°54′02″ з. д. |
| Всего                                   |                      | 0,046        | 0                      |                                       | 35°12′54″ с. ш. 3°53′47″ з. д. |
| Острова Чафаринас                       |                      |              |                        |                                       |                                |
| Остров Конгресо                         | Средиземное море     | 0,256        | 0                      | Малая территория                      | 35°10′43″ с. ш. 2°26′28″ з. д. |
| Остров Изабеллы II                      | Средиземное море     | 0,153        | 0                      | Малая территория                      | 35°10′55″ с. ш. 2°25′46″ з. д. |
| Остров Рей                              | Средиземное море     | 0,116        | 0                      | Малая территория                      | 35°10′51″ с. ш. 2°25′24″ з. д. |
| Всего                                   |                      | 0,525        | 0                      |                                       | 35°11′ с. ш. 2°26′ з. д.       |
| Остров Перехиль                         | Средиземное море     | 0,150        | 0                      | Малая территория                      | 35°54′48″ с. ш. 5°25′03″ з. д. |
| Остров Альборан                         | Средиземное море     | 0,071        | 0                      | Малая территория                      | 35°56′42″ с. ш. 3°02′12″ з. д. |
| Полуостров Пеньон-де-Велес-де-ла-Гомера | Средиземное море     | 0,019        | 0                      | Малая территория                      | 35°10′21″ с. ш. 4°18′02″ з. д. |
| Всего                                   |                      | 31,631       | 170 545                |                                       |                                |

## История
В 1415 году Сеута была захвачена португальцами во время правления Жуана I. После того, как Португалия потеряла свою независимость в 1580 году, большинство населения Сеуты стало испанского происхождения. Это стало причиной того, что Сеута осталась единственным городом Португальской империи, которая осталась в составе Испании, когда Португалия восстановила свою независимость в 1640 году.
Прибрежные деревни и города Испании, Италии и средиземноморских островов часто подвергались нападению пиратов из Северной Африки, остров Форментера даже временно покинуло население. В 1514, 1515 и 1521 годах на Балеарские острова и материковую часть Испании были совершены нападения турецкого пирата Хайр-ад-Дин Барбароссы. Большое число европейцев были захвачены пиратами и проданы в рабство в XVI-XVII веках, в основном это были жители из деревень на побережье Испании, Италии и Португалии.
В 1481 году папской буллой Aeterni regis все земли к югу от Канарских островов были предоставлены Португалии. Только этот архипелаг и города Ифни (1476—1524), известный тогда как Санта-Крус-де-ла-Мар-Пекенья, Мелилья (завоевана в 1497 году), Вилья-Сиснерос (основан в 1502 году), Мерс-эль-Кебир (1505), Пеньон-де-Велес-де-ла-Гомера (1508), Оран (1509—1790), Алжир (1510—1529), Беджая (1510—1554), Триполи (1511—1551), Тунис (1535—1569) и Сеута (уступлена Португалией в 1668 году) остались за Испанией в Африке.
В 1848 году испанские войска завоевали острова Чафаринас.
Когда Испания отказалась от своего протектората над Северным Марокко и признала независимость Марокко в 1956 году, она не уступила эти территории, поскольку они никогда не входили в состав протектората. Однако, эти территории рассматриваются Марокко как часть страны (Такой позиции также придерживаются такие организации как Африканский союз, Организация Исламская конференция, Лига арабских государств и Союз арабского Магриба). Остров Перехиль был занят 11 июля 2002 года королевской марокканской жандармерией и войсками, которые были выселены без кровопролития испанскими вооружёнными силами неделю спустя.

## Административное устройство
«Крупные территории» (исп. plazas mayores) Сеута и Мелилья являются автономными городами, которые пользуются большей автономией, чем обычные муниципалитеты, но меньшей, чем автономные общины.
«Малые территории» являются крошечными островками у берегов Марокко, в которых нет гражданского населения. Они охраняются военными гарнизонами и управляются непосредственно испанским правительством.
Как часть Испании, территории также являются частью Европейского союза и в качестве валюты используют евро.